# Vincenzo Scala
Vincenzo Scala, né en 1839 à Naples, et mort après 1893, est un peintre italien.

## Biographie
Vincenzo Scala naît en 1839 à Naples. Il étudie à l'Institut des Beaux-Arts de Naples. Il est peintre d'histoire. À la  Mostra milanaise de Beaux-Arts de 1872, il expose un paysage :  Souvenir de la Campagne Romaine et d'autres toiles, La fiera. En 1880, à Turin il expose; Le 15 juin à Teano. En 1876, il participe à la décoration des murs et du plafond du Palazzo de Baroni Zona à Naples. Le grand plafond a une grande composition allégorique de paysage avec des figures. appelé le Dea Aurora, ou aussi "dalle dita rosee" voir l'effet de lever du soleil, dans lequel la déesse soulève la lumière sur le crépuscule. Ce plafond peint en 1876, trois ans après son succès à Vienne avec la toile de la Piazza de la Sienne. Il expose aussi à Paris et à Berlin. Vincenzo Scala est mort après 1893.